# Comtesse de Ségur
Pour les articles homonymes, voir Rostoptchina et Ségur (homonymie).
La comtesse de Ségur, Sophie Rostopchine (en russe et selon l'onomastique russe Sofia Fiodorovna Rostoptchina), née le 1er août 1799 à Saint-Pétersbourg et morte le 9 février 1874 à Paris, est une femme de lettres française d'origine russe, auteur de livres pour la jeunesse, notamment la trilogie de Sophie : Les Malheurs de Sophie, Les Petites Filles modèles et Les Vacances, qui racontent les bourdes et les épreuves de Sophie de Réan, victime d'une marâtre, Mme Fichini, alors que ses cousines et amies sont à la fois raisonnables et dotées d'une mère aimante.
Elle est aussi l'auteur de contes pour enfants publiés à partir des années 1850, et de plusieurs autres romans, comme Le Général Dourakine, L'Auberge de l'Ange gardien, Un bon petit diable ou Mémoires d’un âne.

## Biographie

### Origines familiales
La famille Rostoptchine dont elle est issue est une grande famille de la noblesse russe, dont la généalogie remonte aux khans mongols de la Horde d'or et à la famille de Genghis Khan.
Son père est le comte Fiodor Rostoptchine (1763-1826), officier d'infanterie qui a atteint le grade de lieutenant général, ministre des Affaires étrangères du tsar Paul Ier, puis gouverneur général de Moscou, notamment en 1812 au moment de l'offensive de Napoléon. 
Sa mère est la comtesse Catherine Protassova, ancienne demoiselle d'honneur de Catherine II. 
Sophie, troisième enfant du couple, est baptisée dans la religion orthodoxe, son parrain étant le tsar lui-même, fils de Catherine II.

### Jeunesse en Russie
Elle passe son enfance dans le domaine de Voronovo près de Moscou (45 000 ha et 4 000 serfs), où Fiodor Rostopchine fait venir des agronomes écossais afin d'améliorer les techniques agricoles encore arriérées en Russie, ce qui est signalé dans plusieurs des romans de sa fille.
Elle reçoit l'éducation des enfants de l'aristocratie russe qui privilégie l'apprentissage des langues étrangères, du français en premier lieu. Adulte, elle sera une polyglotte maîtrisant cinq langues.
C'est aussi une petite fille turbulente, maltraitée par sa mère qui la prive de nourriture, de boisson, de vêtements chauds, la punit en l'enfermant dans sa chambre, l'humilie en public et la frappe cruellement. Influencée par Joseph de Maistre, ministre plénipotentiaire du roi de Sardaigne auprès du tsar, et par les jésuites, la comtesse Rostopchine se convertit de l'orthodoxie au catholicisme.
Sophie, depuis l'âge de treize ans, est élevée dans la religion catholique, contre l'avis de son père resté orthodoxe.

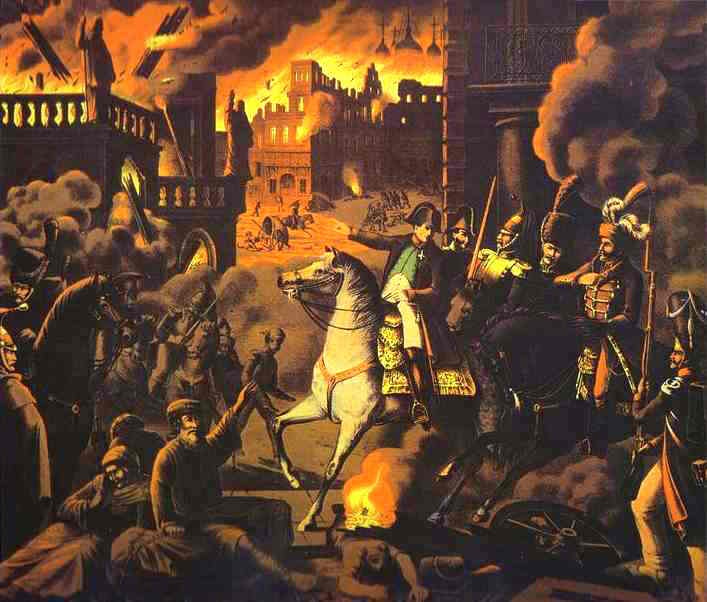
Les troupes de Napoléon à Moscou.

En 1812, lors de l'invasion de la Russie par la Grande Armée, son père est gouverneur de Moscou. Il lance des pamphlets[réf. nécessaire] contre Napoléon, fait évacuer les pompes à incendie et libère des prisonniers avec la mission de mettre le feu chacun à un quartier.
L'incendie de Moscou qui en résulte fera dire à Sophie : « J'ai vu comme une aurore boréale sur la ville », et contraint Napoléon à une retraite désastreuse.
La réussite de ce plan entraîne cependant l'hostilité de ceux qui ont perdu leur habitation, aristocrates comme commerçants, si bien que Fiodor Rostopchine, disgracié par le tsar, s'exile, seul avec un domestique, en Pologne en 1814, puis en Allemagne, en Italie et, enfin, en France en 1817. Dans tous ces pays, il est accueilli en héros, sauveur de la monarchie.

### Départ en France et mariage
Il fait venir sa famille à Paris et c'est là que Sophie Rostopchine rencontre, à dix-neuf ans, Eugène de Ségur (1798-1863), petit-fils de Louis-Philippe de Ségur, qui a été ambassadeur de France en Russie et arrière-petit-fils du maréchal de Ségur qui a été ministre de la Guerre de Louis XVI. Le mariage, arrangé par Sophie Swetchine, une Russe elle aussi convertie au catholicisme, a lieu à Paris les 13 et 14 juillet 1819. L'année suivante, ses parents repartent pour la Russie.
Ce mariage est d'abord heureux, mais elle est par la suite délaissée par un époux volage qui la trompe, notamment avec sa domestique. La situation d'Eugène, désargenté et désœuvré, ne s'améliore qu'en 1830, lorsqu'il est nommé pair de France. Il ne rend visite à sa femme qu'en de rares occasions, au château des Nouettes, à Aube, offert par Fédor Rostopchine à sa fille en 1822. Ils ont huit enfants dont Louis-Gaston de Ségur, futur évêque. Eugène aurait surnommé son épouse « la mère Gigogne ». Préférant son château aux mondanités parisiennes, elle reporte toute son affection sur ses enfants et, plus tard, ses petits-enfants.
Sophie Rostopchine souffre de violentes migraines. Certains pensent qu'elle présente un comportement hystérique, hérité de sa mère ou peut-être dû à une maladie vénérienne transmise par son mari volage, avec des crises de nerfs et de longues périodes d'aphasie, l'obligeant à correspondre avec son entourage à l'aide d'une ardoise. Mais surtout, elle est soumise à la pression de sa mère, de sa belle-mère, toutes deux autoritaires et intransigeantes, et de la famille de Ségur qui se plaint constamment que sa dot n'ait pas été versée en entier.

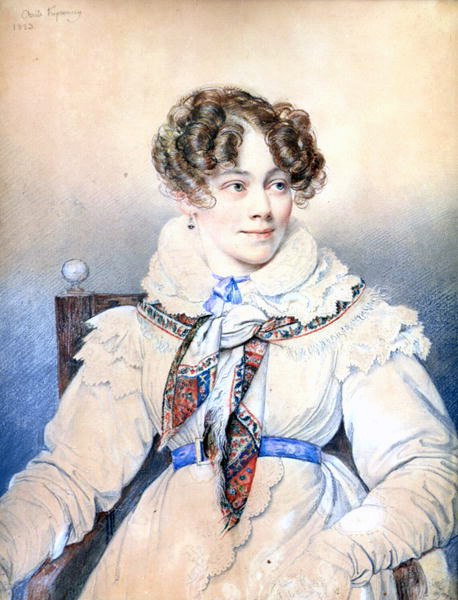
Portrait de la comtesse de Ségur en 1823.
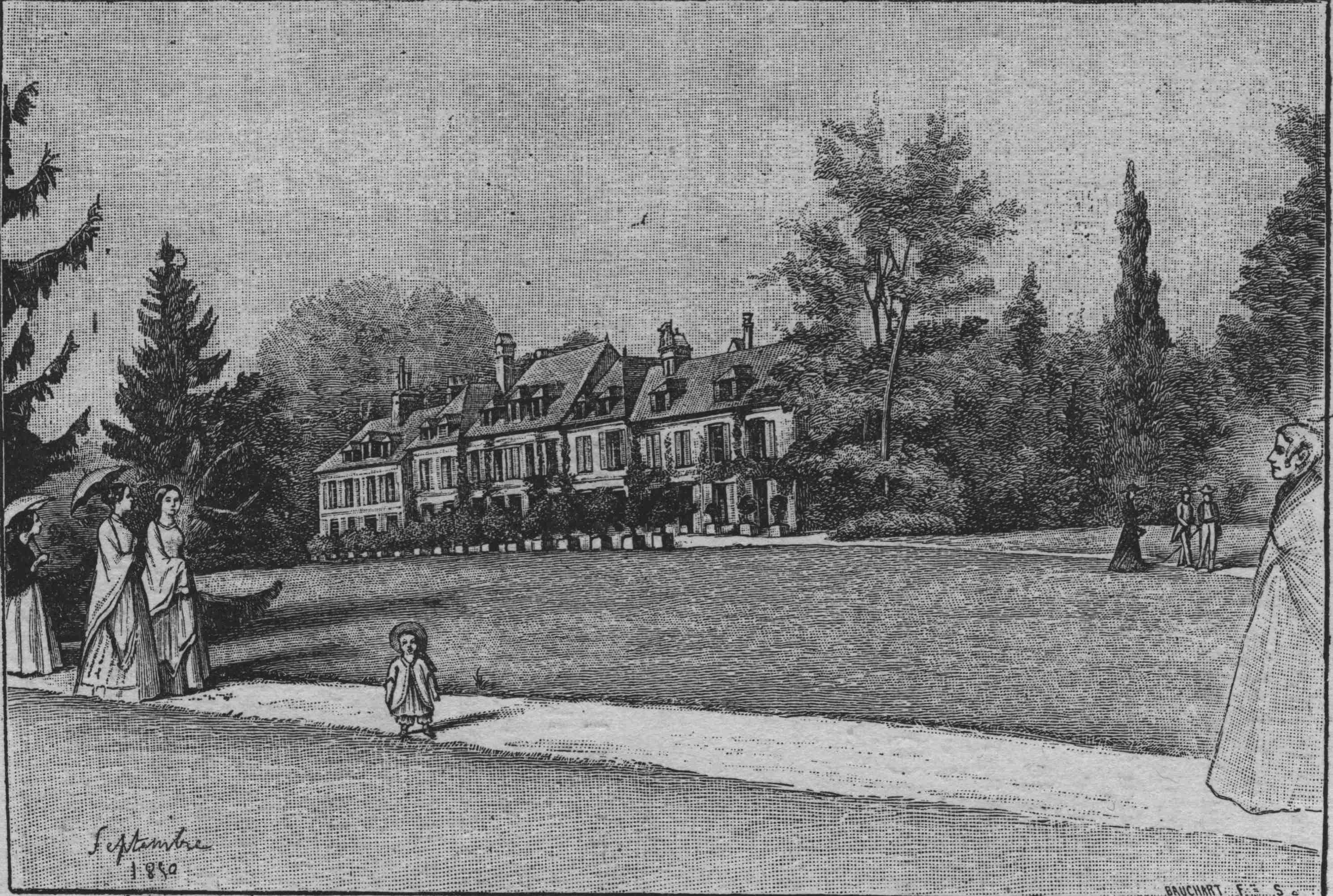
Château des Nouettes dessiné par Mgr de Ségur.
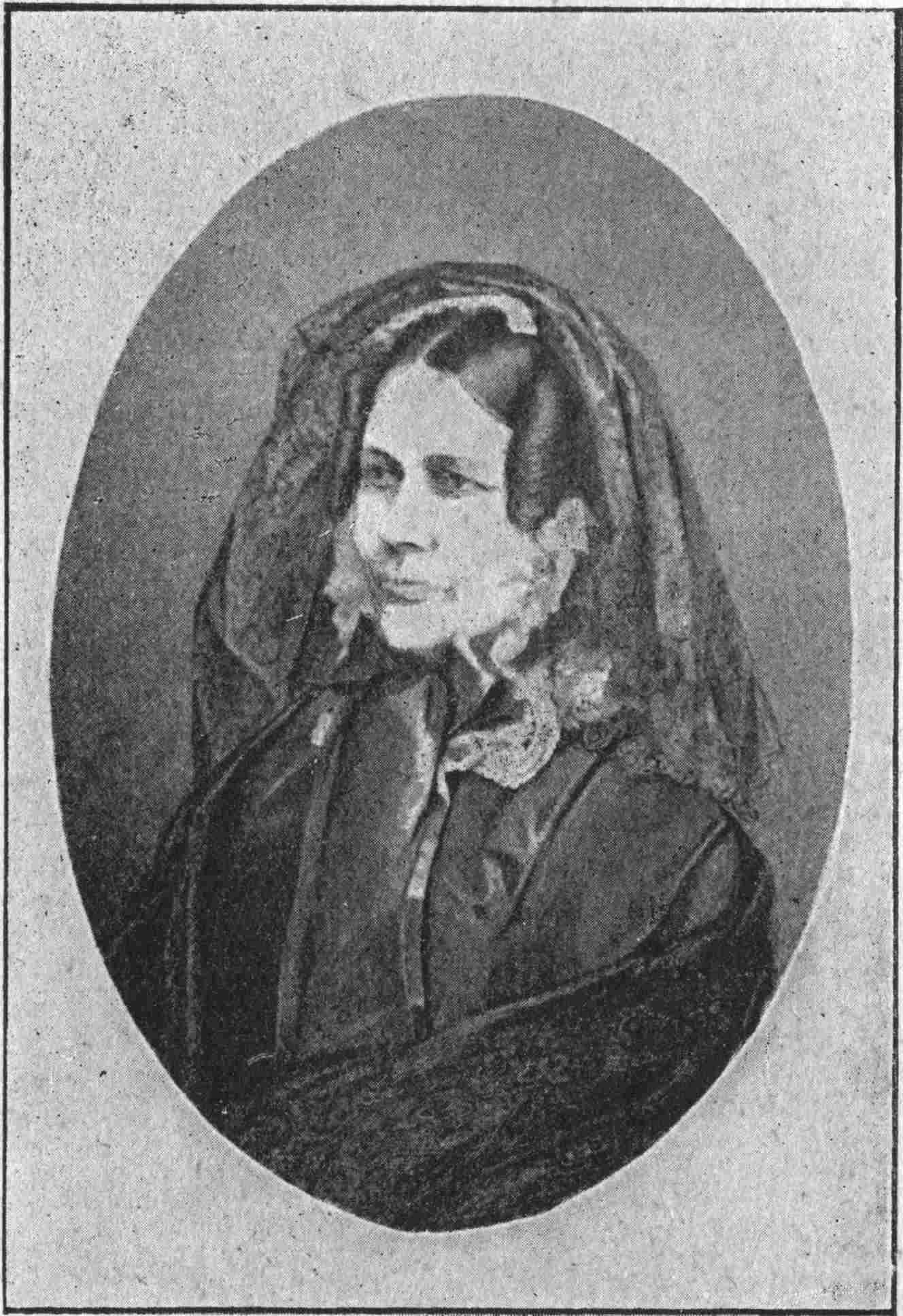
Portrait de la Comtesse dans Lettres d’une Grand’mère.

### Une vocation tardive
Elle écrit son premier livre à plus de cinquante ans. Il s'agit de contes moraux, destinés à ses petits-enfants.
La comtesse de Ségur a commencé à se consacrer à la littérature en notant les contes qu'elle racontait à ses petits-enfants et en les regroupant pour former ce qui s'appelle aujourd'hui Les Nouveaux Contes de fées. L'on raconte que lors d'une réception, elle aurait lu quelques passages à son ami Louis Veuillot pour calmer l'atmosphère qui était devenue tendue. C'est ce dernier qui aurait fait publier l’œuvre chez Hachette.
D’autres historiens racontent qu'Eugène de Ségur, président de la Compagnie des chemins de fer de l'Est, rencontrant Louis Hachette qui cherche alors de la littérature pour distraire les enfants, en vue d'une nouvelle collection de la « Bibliothèque des Chemins de Fer », lui aurait alors parlé des dons de sa femme et la lui aurait présentée quelque temps plus tard.
Elle signe son premier contrat en octobre 1855 pour 1 000 francs. Le succès des Nouveaux Contes de fées l'encourage à composer un ouvrage pour chacun de ses autres petits-enfants.
Eugène de Ségur accorde à Louis Hachette le monopole de la vente dans les gares de livres pour enfants. En 1860, Louis Hachette institue la collection de la Bibliothèque rose où sont désormais publiés les ouvrages de la comtesse de Ségur.
Par la suite, celle-ci obtient que les droits d'auteur lui soient directement versés et discute plus fermement ses droits d'auteur lorsque son mari lui coupe les fonds.

### Dernières années
Trois ans après la mort de son mari, elle devient en 1866 tertiaire franciscaine, sous le nom de sœur Marie-Françoise, mais continue à écrire. Son veuvage et l'effondrement consécutif des ventes de ses livres l'obligent à vendre Les Nouettes en 1872 et à se retirer, l'année suivante, à Paris, au 27 rue Casimir-Périer (7e arrondissement).
Elle meurt à cette adresse, à 74 ans, entourée de ses enfants et petits-enfants. Elle est inhumée à Pluneret (Morbihan), près de son fils Gaston. Au chevet de sa tombe, sur une croix en granit, est inscrit : « Dieu et mes enfants ». Son cœur embaumé est déposé dans l'avant-chœur de la chapelle du couvent (ou monastère) de la Visitation, au 110 rue de Vaugirard, où était morte sa fille Sabine de Ségur, elle aussi entrée en religion.

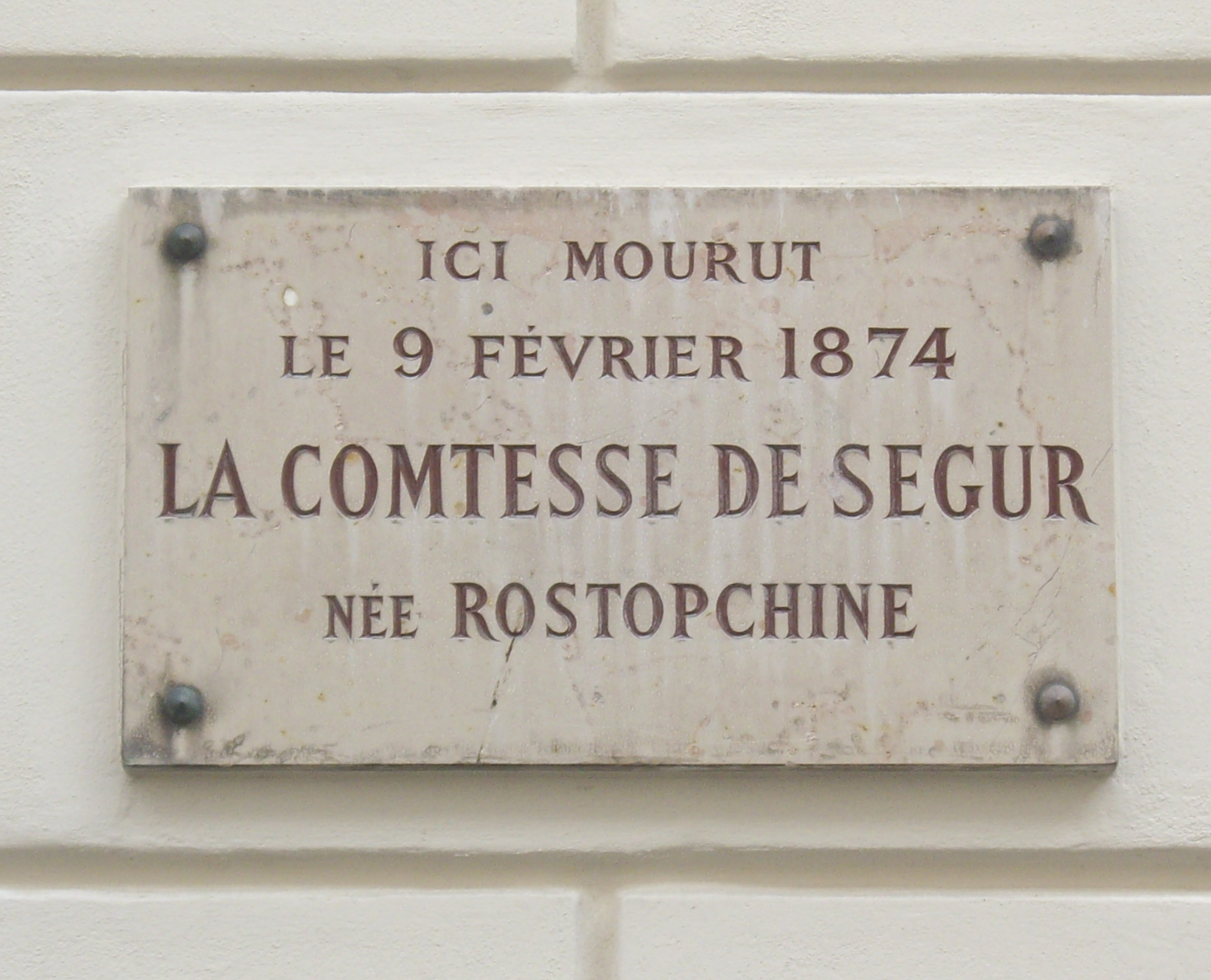
Plaque 27 rue Casimir-Périer (Paris), où elle meurt.
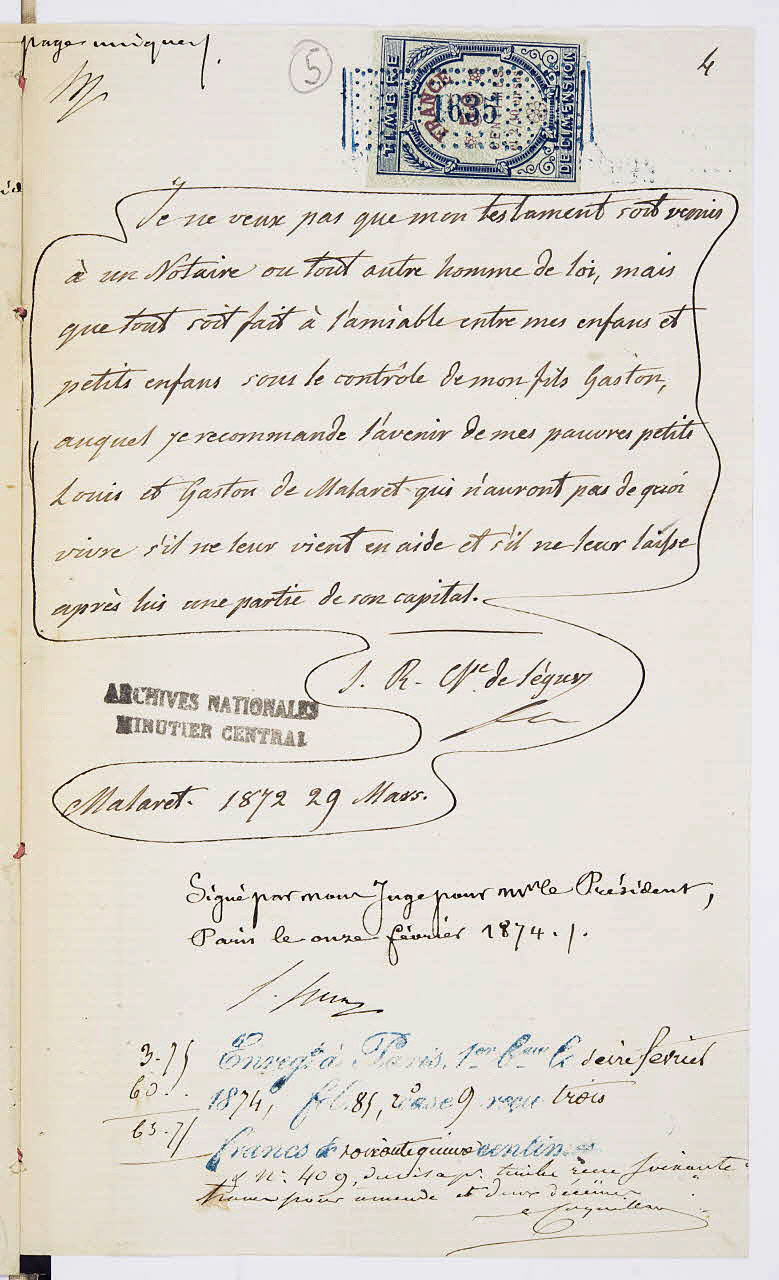
Testament de Sophie Rostopchine, (Archives nationales).

## Romans de la comtesse de Ségur

### Présentation

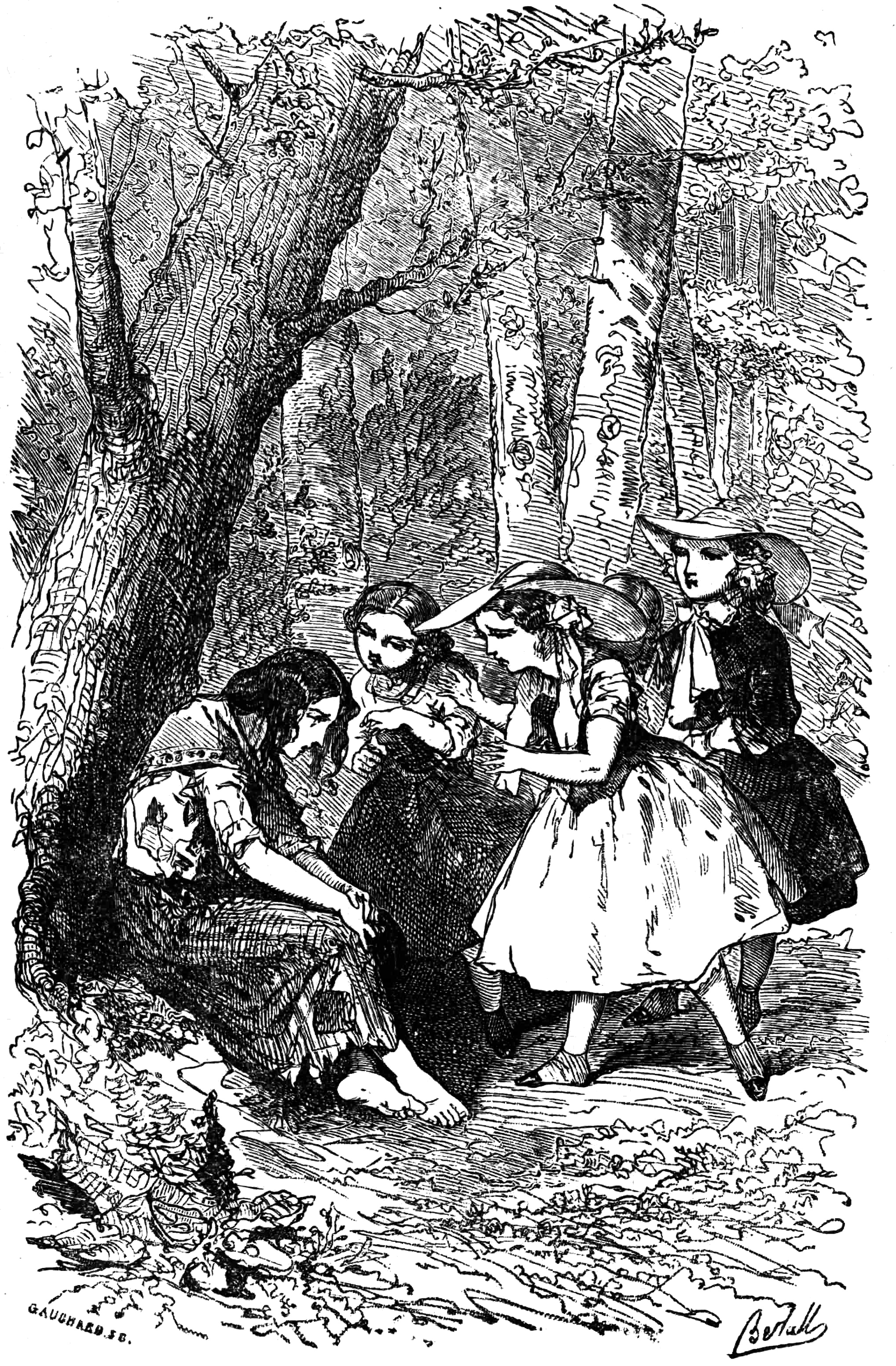
Illustration des Petites Filles modèles.

Le thème récurrent des châtiments corporels (Un bon petit diable, Le Général Dourakine, Les Malheurs de Sophie, Les Petites Filles modèles…), qui fait peut-être écho à sa propre enfance malheureuse avec sa mère, marque une rupture avec les modèles antérieurs de la littérature enfantine, notamment le modèle des contes de Perrault ou des contes de Madame d'Aulnoy. Chez la comtesse de Ségur, la punition est d'autant plus crûment représentée que le réalisme des descriptions est sans complaisance. Le recours au châtiment corporel est clairement condamné, rencontrant la désapprobation des personnages représentés comme des modèles de moralité (tels que Mmes de Fleurville et de Rosbourg dans Les Petites Filles modèles), traumatisant durablement les enfants qui en sont victimes et confortant ceux-ci dans leurs vices qui peuvent être corrigés d'une toute autre façon, avec une éducation certes stricte, mais basée sur la patience, la confiance, les aveux et le pardon.
Plusieurs autres aspects de son œuvre décrivent des particularités qui n'existent plus aujourd'hui ou sont tombées en désuétude : par exemple, le vouvoiement des parents, la présence et le statut des domestiques. D'autres sont obsolètes : les traitements médicaux tels que l'usage abusif des saignées, les cataplasmes « saupoudrés de camphre » (Les Petites Filles modèles), l'eau de gomme fraîche, l'eau salée contre la rage, et ainsi de suite. Le réalisme dans la représentation du quotidien et de ses détails a valu à la comtesse de Ségur d'être appelée « le Balzac des enfants » par Marcelle Tinayre.
Ses œuvres présentent, par certains personnages, des caractéristiques caricaturales et stéréotypées des mœurs de divers peuples, tels que l'aristocratie française se les figurait : Écossais avares et sordides, Arabes méchants et sabreurs, Polonais buveurs et crasseux, Valaques et Tziganes voleurs et fourbes, Russes violents knoutant leurs femmes, serfs et bonnes, et ainsi de suite.
De leurs premières années de publications à 2010, 29 millions d'exemplaires de ses ouvrages ont été vendus.

### Sources d'inspiration
La comtesse de Ségur a donné à plusieurs de ses personnages des noms appartenant à des personnes de son entourage, exprimant ainsi son adage : « N’écris que ce que tu as vu ». Voici quelques exemples :

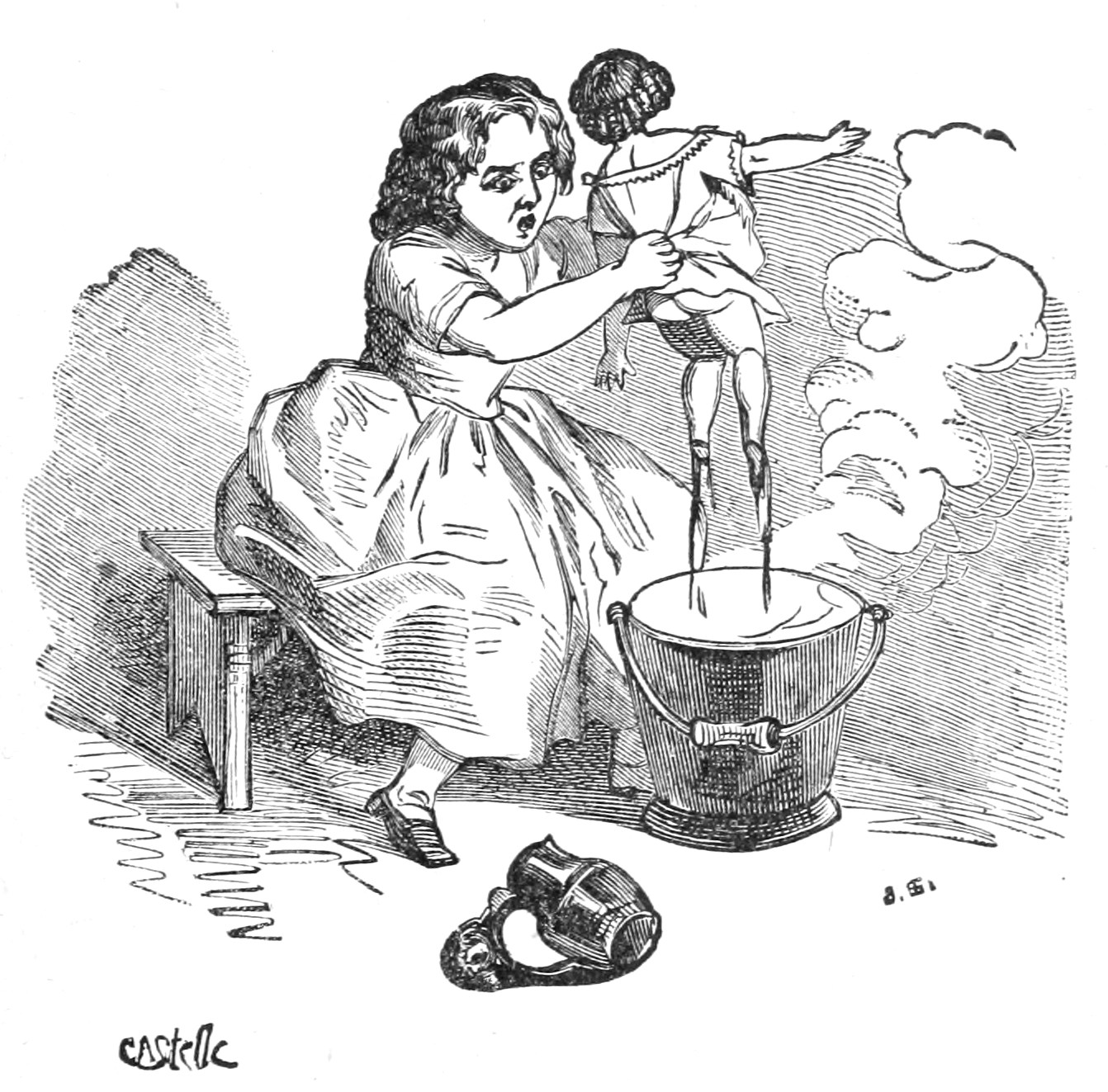
Illustration des Malheurs de Sophie.

- Sophie : son propre prénom. C'est un personnage espiègle, avide d'expériences allant à l'encontre des directives des adultes (marcher dans de la chaux vive ; se couper les sourcils ; utiliser un fer à friser chaud sur les cheveux de sa poupée et sur ses propres cheveux ; libérer un bouvreuil qui se fera dévorer…). Les histoires traitant de la vie de Sophie à partir du voyage en Amérique sont beaucoup plus douloureuses pour elle (perte de sa mère puis de son père, remarié à une mégère tyrannique adepte des sévices corporels, retour en France où Sophie est désabusée, à la fois très craintive et courageuse). La comtesse a mis beaucoup de ses propres souvenirs d'enfance dans son personnage[16].
- Camille et Madeleine : les prénoms de deux de ses petites-filles, Camille et Madeleine de Malaret.
- Paul : celui de son gendre, le père des Petites filles modèles, le baron Paul de Malaret.
- Élisabeth Chéneau[17] correspond à Élisabeth Fresneau, une autre de ses petites-filles.
- Jacques de Traypi : Jacques de Pitray, un des petits-fils de la comtesse[18].

C'est la cécité contractée par son fils aîné Louis-Gaston de Ségur, ecclésiastique, qui lui inspire l'aveugle Juliette dans Un bon petit diable.
Les noms ou prénoms des personnages permettent de savoir rapidement quel sera le comportement qu'adopteront ces derniers :
- noms « propres » ou nobles pour les « gentils » : de Réan dans Les Malheurs de Sophie, Bonard dans Le Mauvais Génie, d’Orvillet dans Diloy le chemineau, de Fleurville et de Rosbourg dans Les Petites Filles modèles et Les Vacances etc.
- noms ridicules pour les personnages « sans éducation » ou tangents : Tourne-boule dans Les Vacances, Innocent et Simplicie ainsi que Courtemiche dans Les Deux Nigauds, Dourakine (personnage inspiré par son père) dans L'Auberge de l'Ange gardien et Le Général Dourakine (en russe : дурак (dourak) signifie « imbécile ») etc.
- noms à consonance négative pour les « méchants » : le groupe Gredinet, Fourbillon, Gueusard et Renardot dans Le Mauvais Génie, MacMiche dans Un bon petit diable, Fichini dans Les Malheurs de Sophie etc.

### Leçons de morale

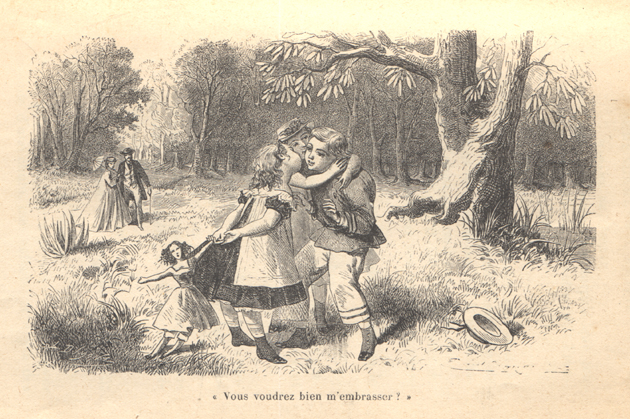
François le bossu : Vous voudrez bien m’embrasser ?

Les romans de la comtesse de Ségur, fortement moralisateurs, ont été influencés par la relecture et les corrections faites par son fils aîné, le prélat Louis-Gaston de Ségur. Le juste et l'injuste sont utilisés pour faire comprendre ce qui est le droit chemin et combien il est dans l'intérêt de tous d'être courageux, doux et sans mauvaises intentions.
Dans les romans de la comtesse de Ségur, l'éducation est un facteur déterminant dans l'évolution de l'individu. Les mauvaises influences et un environnement répressif peuvent pousser les enfants à être méchants. Trop de laxisme et d'indulgence les rendent égoïstes et vicieux.
Les romans opposent des exemples de ce qu'il faut faire et de ce qu'il ne faut pas faire. Les titres expriment d'ailleurs cette dualité, par exemple : Jean qui grogne et Jean qui rit. L'auteur oppose souvent un personnage exemplaire à un enfant qui se cherche : les petites filles exemplaires que sont Camille et Madeleine à la malheureuse Sophie dans Les Petites Filles modèles, Blaise à Jules dans Pauvre Blaise et Juliette à Charles dans Un bon petit diable.
Dans certains cas, le jeune héros commet des fautes qui résultent d'une éducation répressive et brutale ; la violence et l'injustice que vivent Charles, ou Sophie dans Les Petites Filles modèles, qui se fait maltraiter par sa marâtre, madame Fichini. Dans d'autres cas, ce sont les parents qui gâtent et ne punissent jamais leurs enfants, ou qui prennent systématiquement leur défense, quel que soit leur comportement, comme le père de Georges dans Après la pluie le beau temps, les parents de Jules dans Pauvre Blaise ou de Gisèle dans Quel amour d'enfant !.

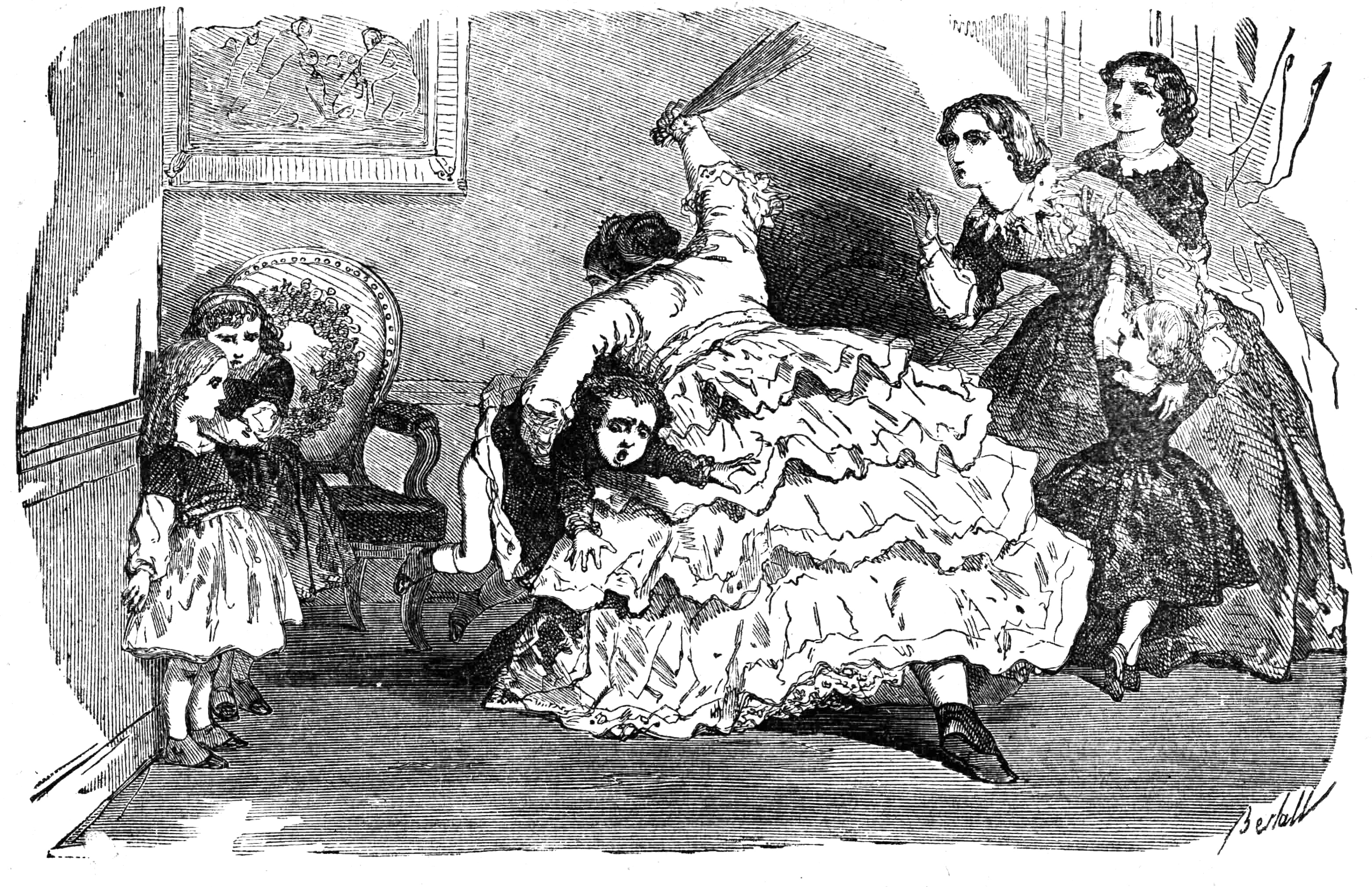
Illustration des Petites Filles modèles.

Chez les enfants, rien n'est joué définitivement. Charles (Un bon petit diable) et Sophie (Les Petites Filles modèles), une fois soustraits à la brutalité de leur environnement, pourront s'appuyer sur les modèles de leur entourage pour s'améliorer, de même que Félicie dans Diloy le chemineau qui peut, elle, compter sur sa cousine Gertrude, qui est au dire de tous la douceur incarnée.
En revanche, il est parfois trop tard pour certains, qui deviennent alors ces adultes méchants et puérils qui feront à leur tour le malheur de leurs enfants : les parents de Christine dans François le bossu ; madame Fichini, dans Les Petites Filles modèles et Les Vacances, bat Sophie sans pitié, mais, même en présence d'adultes, se ridiculise par un excès de coquetterie, par sa gourmandise et par tous les défauts dont elle aurait dû se débarrasser étant enfant ; Alcide dans Le Mauvais Génie — à opposer au bon Julien et au gentil, mais faible Frédéric — ne se repentira jamais, au contraire, et connaîtra une triste fin.
Plus que de simples romans à influence autobiographique, les ouvrages de la comtesse de Ségur ont fortement influencé une nouvelle idée de la pédagogie.

## Éditions
Les romans de la comtesse de Ségur ont d'abord été publiés illustrés chez Hachette entre 1857 et 1872, dans la Bibliothèque rose à partir de 1860.
La dernière grande édition est celle de 1990, dans la collection « Bouquins » chez Robert Laffont, avec trois volumes rassemblant une grande partie des œuvres de la comtesse de Ségur (édition établie et annotée par Claudine Beaussant).

### Œuvres didactiques
- 1855 : La Santé des enfants, un livre de pédiatrie de conseils médicaux, édité à compte d'auteur, réédité dès 1857
- 1857 : Livre de messe des petits enfants, chez Douniol éd., réédité en 2012 par St. Jude éd.
- 1865 : Évangile d’une grand’mère[note 10]
- 1867 : Les Actes des apôtres (du nom d'un livre de la Bible : Actes des Apôtres), ouvrage présenté par l'auteur comme faisant suite à Évangile d’une grand'mère).
- 1869 : Bible d’une grand-mère[20]

Les éditions Dominique Martin Morin ont réédité en 1997, sous le titre La Bible d’une grand-mère, les trois ouvrages L'Évangile d'une grand'mère (1865), Les Actes des Apôtres (1867) et La Bible d’une grand'mère (1868)
En 2012, les éditions St Jude rééditent partiellement le Livre de messe des petits enfants publié en 1858. L'édition de 1858 est précédée de 12 prières et suivie des évangiles des fêtes majeures qui ne sont pas reproduits dans la réédition de 2012.

### Romans
Tous les livres suivants ont été publiés chez Hachette avec, dans certains cas, prépublication dans les colonnes de La Semaine des enfants (indiquée par le sigle : LSDE) :
- 1856 : Nouveaux Contes de fées (décembre) : recueil de contes dont Histoire de Blondine, de Bonne-Biche et de Beau-Minon, Le Bon Petit Henri, La Petite Souris grise et Ourson.
- 1858-59 : Trilogie centrée sur Sophie de Réan, parfois désignée sous le nom de Trilogie de Fleurville : Les Malheurs de Sophie ; Les Petites Filles modèles ; Les Vacances.
- 1860 : Mémoires d'un âne (LSDE, à partir du 17 décembre 1859)
- 1861 : Pauvre Blaise (LSDE, à partir du 13 juillet 1861)
- 1862 : La Sœur de Gribouille (LSDE, à partir du 22 mars 1862)
- 1862 : Les Bons Enfants (LSDE, à partir du 13 août 1862)
- 1863 : Les Deux Nigauds (LSDE, à partir du 4 octobre 1862).
- 1863 : L'Auberge de l'Ange gardien (LSDE, à partir du 8 avril 1863).
- 1863 : Le Général Dourakine (LSDE, à partir du 14 novembre 1863).
- 1864 : François le bossu (LSDE, à partir du 4 mai 1864)
- 1865 : Un bon petit diable (LSDE, à partir du 14 décembre 1864).
- 1866 : Comédies et Proverbes : recueil de nouvelles dont Les Caprices de Gizelle, Le Dîner de Mademoiselle Justine, On ne prend pas les mouches avec du vinaigre, Le Forçat, ou à tout péché miséricorde et Le Petit De Crac.
- 1865 : Jean qui grogne et Jean qui rit
- 1866 : La Fortune de Gaspard, un roman avec des accents balzaciens, contrairement aux autres romans de la comtesse de Ségur
- 1867 : Quel amour d’enfant !
- 1867 : Le Mauvais Génie
- 1868 : Diloy le chemineau, dans un premier temps titré Le Chemineau (11 avril)
- 1871 : Après la pluie, le beau temps

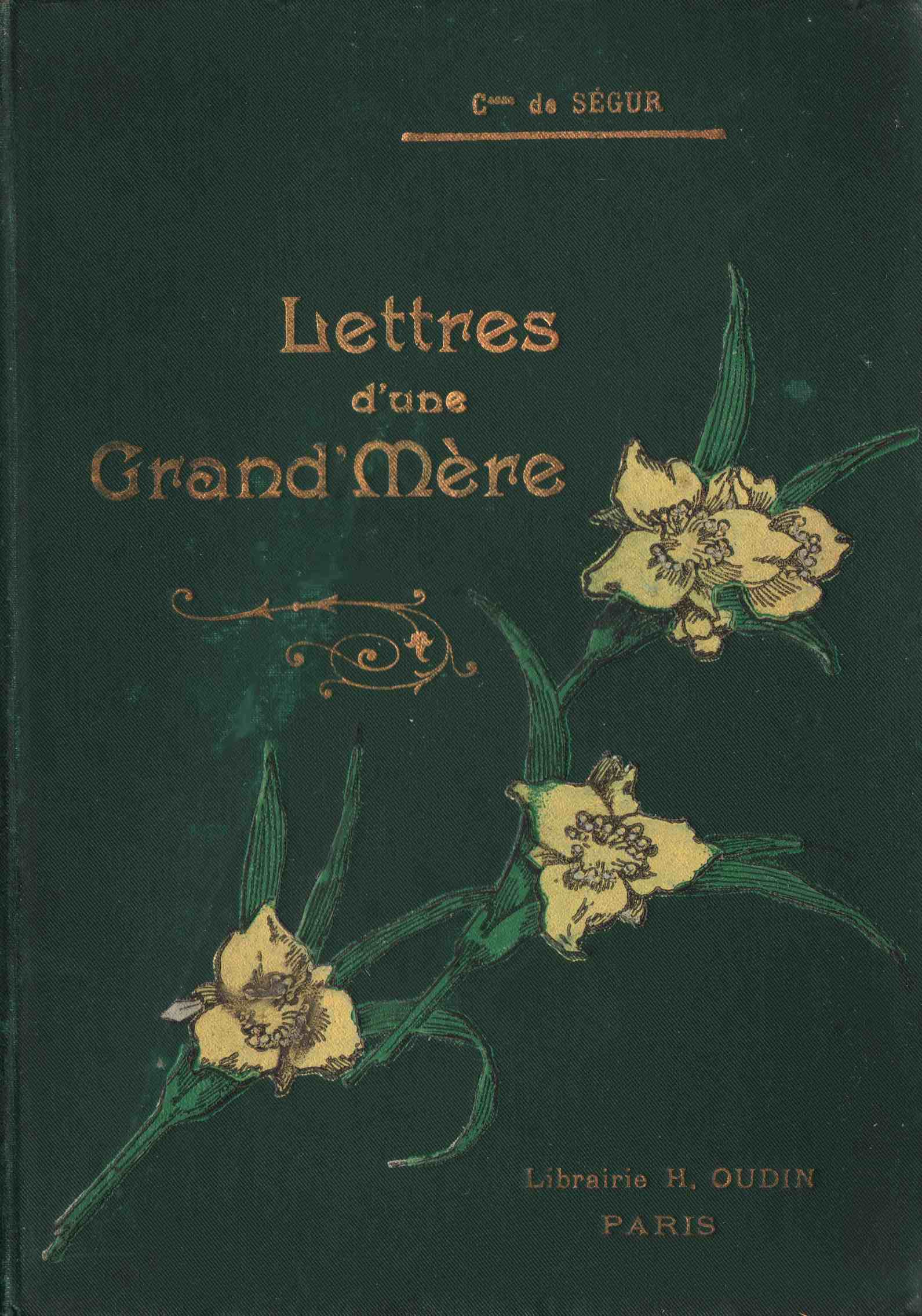
Couverture des Lettres d'une Grand'mère.

### Correspondance
La correspondance de la comtesse de Ségur a fait l'objet d'éditions fragmentaires :
- Lettres au vicomte et à la vicomtesse de Pitray (gendre et fille de la comtesse), publiées en 1891 chez Hachette.
- Lettres d’une grand’mère (à son petit-fils Jacques de Pitray), en 1898.
- Lettres de la comtesse de Ségur à son éditeur (1855 à 1872), en 1990 dans le volume 1 des Œuvres chez Robert Laffont.
- Correspondance (avec des correspondants divers), en 1993 aux éditions Scala, avec une préface de Michel Tournier.

## Éditions bilingues
- Les éditions Calambac Verlag (Sarrebruck/Allemagne) ont réédité partiellement Les petites filles modèles (1858) et Pauvre Blaise (1861) en version bilingue français-allemand.
- 2013 : Les Poulets/Die Hühnchen. Édition bilingue français-allemand. Traduction en allemand d'Elena Moreno Sobrino. Éditions Calambac Verlag, Sarrebruck.  (ISBN 978-3-943117-72-1).
- 2013 : Vengeance d’un éléphant/Die Rache eines Elefanten. Édition bilingue français-allemand. Traduction en allemand d'Elena Moreno Sobrino. Éditions Calambac Verlag, Sarrebruck.  (ISBN 978-3-943117-75-2).
- 2013 : Le Rouge-gorge/Das Rotkehlchen. Édition bilingue français-allemand. Traduction en allemand d'Elena Moreno Sobrino. Éditions Calambac Verlag, Sarrebruck.  (ISBN 978-3-943117-74-5).
- 2013 : Le Chien enragé/Der tollwütige Hund. Édition bilingue français-allemand. Traduction en allemand d'Elena Moreno Sobrino. Éditions Calambac Verlag, Sarrebruck.  (ISBN 978-3-943117-73-8).

## Adaptations cinématographiques et télévisuelles

### Cinéma
- 1923 : Un bon petit diable par René Leprince
- 1946 : Les Malheurs de Sophie, film de Jacqueline Audry avec Madeleine Rousset, Marguerite Moreno et Michel Auclair
- 1952 : Les Petites Filles modèles, court métrage d'Éric Rohmer
- 1980 : Les Malheurs de Sophie, film de Jean-Claude Brialy avec Paprika Bommenel, Sandra Gula, Carine Richard et Annie Savarin
- 1983 : Un bon petit diable, film de Jean-Claude Brialy avec Paul Courtois, Alice Sapritch et Bernadette Lafont
- 1993 : La Fortune de Gaspard, film de Gérard Blain avec Vincent de Bouard, Gamil Ratib, Anne Kreis et Jean-Paul Wenzel
- 2016 : Les Malheurs de Sophie, film de Christophe Honoré avec Anaïs Demoustier, Golshifteh Farahani, Muriel Robin et Caroline Grant

### Télévision
- 1962 : L’Auberge de l’Ange gardien, téléfilm de Marcel Cravenne (Le Théâtre de la jeunesse) avec Michel Galabru et Claude Winter
- 1963 : Le Général Dourakine, téléfilm d'Yves-André Hubert (Le Théâtre de la jeunesse) avec Michel Galabru et Denise Gence
- 1964 : La Sœur de Gribouille, téléfilm d'Yves-André Hubert (Le Théâtre de la jeunesse) avec Dominique Maurin, René Dary et Denise Gence
- 1966 : Les Deux Nigauds, téléfilm de René Lucot (Le Théâtre de la jeunesse) avec Denise Gence et Monique Tarbès
- 1998 : Les Malheurs de Sophie, dessin-animé de Bernard Deyriès adaptant la trilogie mettant en scène Sophie de Réan

## Postérité

### Hommages
- Rue de la Comtesse-de-Ségur dans plusieurs villages français
- Allée de la Comtesse-de-Ségur dans le parc Monceau (8e arrondissement de Paris).
- Rose Comtesse de Ségur[22] (1994).
- La comtesse de Ségur est mentionnée dans les paroles de la chanson Les Enfants sages, de l'auteur-compositeur-interprète Guy Béart, présente dans son album N°3, sorti en 1960 : « […] Les demoiselles / Qui sont plus frêles / Aiment plutôt les récits en dentelles / Les héroïnes / De la divine / Comtesse de Ségur, née Rostopchine […] ».

### Musée
- Musée de la comtesse de Ségur à Aube (Orne).

### Citations
« Quand j'étais gosse, je haïssais les romans de Mme la comtesse de Ségur, née Rostopchine. [...] Lorsque j'eus atteint l'âge de raison (vers quarante ans), je changeai radicalement d'avis sur la valeur des ouvrages de Mme de Ségur. Je m'aperçus que ce candide écrivain avait dépeint son propre milieu avec une inconscience féroce et que cela ne manquait pas de grandeur. Elle m'apparut comme une espèce de Balzac de la société bien-pensante. Ses romans constituent, sous leur aimable couverture rose, le réquisitoire le plus violent, parce que non voulu, contre la grande bourgeoisie rurale »

— Jean Renoir, Écrits (1926-1971)

« La comtesse de Ségur est le Balzac de la jeunesse. Elle a composé la Comédie enfantine en vingt volumes, qui sont tous des chefs-d’œuvre. Comme Balzac, elle écrit à la lumière de deux flambeaux qui sont la religion et la monarchie. »

— Jean Dutourd, 1994,  Domaine public